# Knetzgau
Knetzgau er en kommune i Landkreis Haßberge i den nordøstlige del af Regierungsbezirk Unterfranken i den tyske delstat Bayern. Den ligger ved floden Main, omkring 5 km sydøst for Haßfurt.

## Geografi
Knetzgau ligger mellem Naturparkerne Steigerwald syd for byen og Naturpark Haßberge mod nordøst .

### Inddeling
Kommunen består ud over Knetzgau med 3.568 indbyggere, af disse landsbyer og bebyggelser:
- Eschenau 193 indb.
- Hainert 337
- Oberschwappach 543
- Unterschwappach 172
- Wohnau 98
- Zell am Ebersberg 786
- Westheim 885
- Hele kommunen: 6.582 indbyggere.

(indbyggere pr 31. december 2006)

### Byer i omegnen
- Haßfurt, Eltmann, Hofheim, Gerolzhofen, Königsberg, Zeil
- Bamberg, Schweinfurt